# 紅巴基區

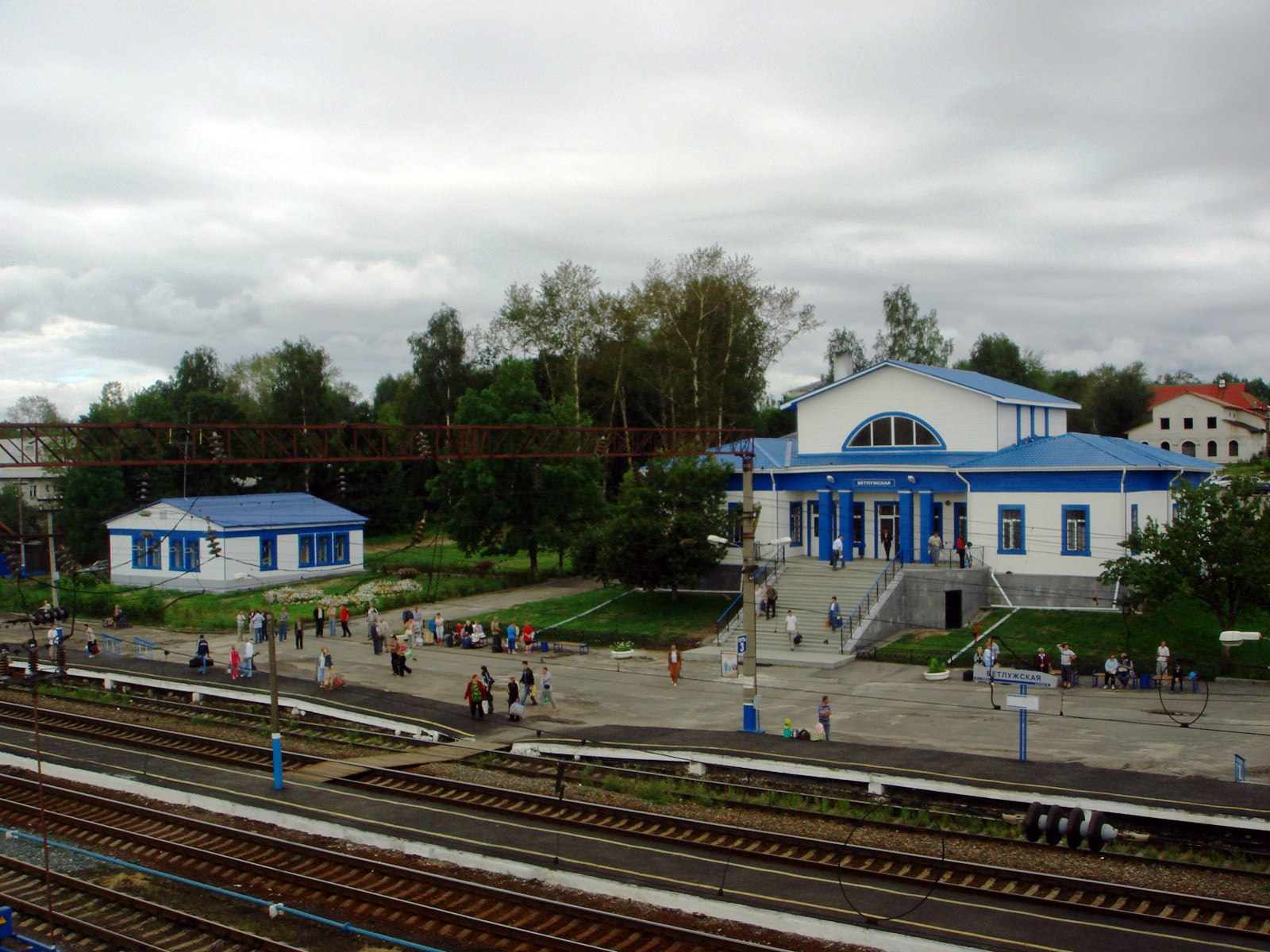

57°07′47″N 45°09′22″E / 57.12972°N 45.15611°E
紅巴基區（俄语：Краснобаковский район），是俄羅斯的一個區，位於該國西部，由下諾夫哥羅德州負責管轄，始建於1929年，面積1,757.8平方公里，2010年人口22,524，人口密度每平方公里12.81人。